# Milagros Crespo
Milagros Victoria Crespo Valle (* 4. Februar 1979 in Cabaiguán) ist eine ehemalige kubanische Beachvolleyballspielerin.

## Karriere
Crespo spielte 2001 ihr erstes internationales Turnier in Espinho. 2002 bildete sie ein Duo mit Tamara Larrea, das bei sechs FIVB-Turnieren in Folge jeweils Neunter wurde. Das gleiche Ergebnis erreichte Crespo Valle 2003 in Rhodos, als sie erstmals mit Imara Esteves Ribalta antrat. Bei der Weltmeisterschaft in Rio de Janeiro schieden sie trotz Punktgleichheit mit zwei anderen Teams in der Vorrunde aus. Zwei Jahre später unterlagen sie in der dritten Runde der WM in Berlin erst im Tiebreak dem niederländischen Duo Mooren/Kadijk und scheiterten in der Verliererrunde an den Griechinnen Koutroumanidou/Tsiartsiani. 2006 schafften sie unter anderem zwei fünfte Plätze in Sankt Petersburg und Acapulco.
2007 setzten sie sich in der Gruppenphase der WM in Gstaad gegen ihre Landsleute Dalixia Fernández Grasset und Tamara Larrea durch und verloren in der ersten Hauptrunde gegen die Chinesinnen Wang Lu und Zuo Man. Im nächsten Jahr wurden sie fünfmal in Folge Neunter. Anschließend nahmen sie am olympischen Turnier in Peking teil; sie kamen als Gruppendritte ins Achtelfinale und unterlagen dem chinesischen Duo Xue Chen/Zhang Xi. 2009 gewann Crespo mit Ion Canet ein Turnier der NORCECA-Serie in Manzanillo (Mexiko).